# Cantref

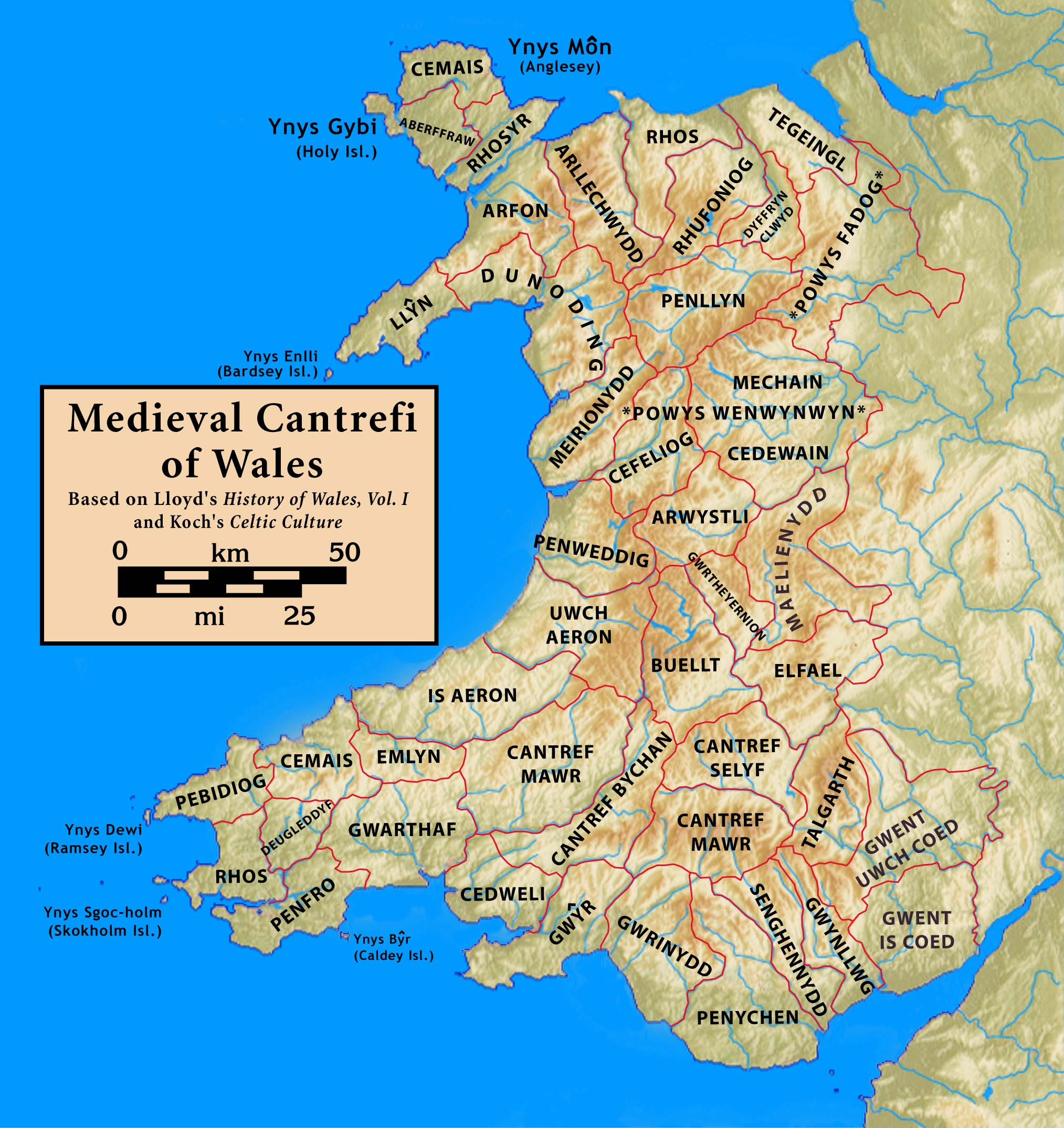

Un cantref (pronunciación galesa: [ˈkantrɛ(v)]; plural cantrefi) era una división de la tierra en el Gales medieval, particularmente importante en la administración de la ley galesa.

## Descripción
En la Edad Media, Gales estaba dividido en cantrefs que, a su vez, se subdividían en cymydau (commotes). La palabra cantref deriva de Cant (cien) y tref ("pueblo" en galés moderno, aunque antiguamente se usaba para asentamientos mucho menores). Se considera que el cantref es la unidad original, mientras que los commotes serían una división posterior. Los cantrefs podían variar considerablemente en tamaño; muchos se dividían en dos o tres commotes, pero el mayor, el "Cantref Mawr" or "Gran Cantref" en Ystrad Tywi (actual Carmarthenshire) incluía siete commotes. Para dar una idea del tamaño de un cantref, la isla de Anglesey estuvo dividida en tresː Cemais, Aberffraw y Rhosyr.

## Historia
La antigüedad del sistema de cantrefs queda demostrada por el hecho de que a menudo marcan la frontera entre dialectos del idioma galés. Algunos fueron originariamente reinos por derecho propio, otros pueden haber sido unidades artificiales creadas más tarde.
Los cantrefs tuvieron especial importancia en la administración de la ley galesa. Cada cantref tuvo su propio tribunal, que era una asamblea de "uchelwyr", los principales propietarios de tierras del cantref. Estaba presidido por el rey, si estaba presente en el cantref, o por un representante suyo en caso contrario. Además de los jueces habría un secretario, un ujier y a veces dos «intercesores» profesionales. El tribunal del cantref se ocupaba de los crímenes, la determinación de los límites y las cuestiones relativas a la herencia. Más tarde, los tribunales de cada commote se hicieron cargo de muchas de las funciones del cantref, y en algunas zonas los nombres de los commotes son mucho más conocidos que el nombre de los cantrefs de los que formaban parte .
El Libro Rojo de Hergest (1375-1425) proporciona una lista detallada de cantrefs y commotes a finales del siglo XIV y principios del siglo XV. La lista tiene ambigüedades en algunas partes, especialmente en la sección de Gwynedd. También hay que tener en cuenta que el número y organización de cantrefs y commotes en la Alta Edad Media fue algo diferente al aquí mostrado. Se incluyen a continuación los cantrefs de esta lista, con la ortografía original del manuscrito junto con, en su caso, el equivalente moderno en galés estándarː
- En Gwyneddː
  - Tegigyl (Tegeingl)
  - Dyffryn Clwyt (Dyffryn Clwyd)
  - Rywynyawc (Rhufoniog)
  - Rhos
  - Deoed Mon (Anglesey)
  - Arllechwed (Arllechwedd)
  - Aruon (Arfon)
  - Dinodyn
  - Llyyn (Llŷn)
  - Meiryonyd (Meirionnydd)
  - Eryri

- En Powysː
  - Powys Madawc
  - Powys Gwennwynwyn

- En Maelienyddː
  - Maelenyd

- En Buelltː
  - Buellt

- En Elfaelː
  - Eluael (Elfael)

- En Brecheinawc (Brycheiniog)ː
  - Selyf
  - Tewdos
  - Ida

- En Ystrad Tywiː
  - Bychan
  - Eginawc
  - Mawr

- En Ceredigyawn (Ceredigion)ː
  - Penweddig
  - Mabwynyon (Mabwnion)
  - Caer Wedros (Caerwedros)

- En Dyfeddː
  - Cemeis (Cemais)
  - Deugledyf (Daugleddyf)
  - Emlyn
  - Wartha (Gwarthaf)
  - Pebideawc (Pebidiog)
  - Pennbrwc (Penfro)
  - Rhos (Rhos)

- En Reino de Morgannwgː
  - Gorvynyd
  - Penn Ychen
  - Breinyawl
  - Gwynllwc
  - Gwent